# 하시타테정
하시타테정(橋立町)은 이시카와현 에누마군에 존재했던 정이다.

## 역사
- 1889년 4월 1일 - 정촌제 시행에 의해 2개 촌의 구역을 가지고 하시타테촌이 성립하였다.
- 1930년 1월 1일 - 구로사키촌과 합병해, 새로운 하시타테촌이 되었다.
- 1952년 6월 10일 - 정으로 승격해 하시타테정이 되었다.
- 1958년 1월 1일 - 이부리하시정, 다이쇼지정. 하시타테정. 가타야마즈정. 야마시로정, 난고촌, 미타니촌, 시오야촌과 합병해 가가시가 성립하였다.

## 경제
에도 시대부터 메이지 시대까지 하시다테항은 북방 선박의 거점으로 번성했다. 메이지 시대까지는 회항 관련 종사자가 많았다. 현재의 하시다테항은 대게와 새우 등의 어획으로 유명하다